# Marko Klok
Marko Klok, född 14 mars 1968 i Monnickendam, är en nederländsk före detta volleyboll- och beachvolleyspelare. Klok blev olympisk silvermedaljör i volleyboll vid sommarspelen 1992 i Barcelona. Han tog under senare halvan av 1990-talet flera medaljer vid nederländska mästerskapet i beachvolley tillsammans med Michiel van der Kuip.